# Андрій Гуттенштейн
Андрій Гуттенштейн (*Ondřej z Gutenštejna, д/н —†30 липня 1224) — церковний діяч королівства Богемія, єпископ Празький у 1214–1224 роках.

## Життєпис
Про дату народження немає відомостей. Походив з дворянського роду з містечка Гуттенштейн. Замолоду присвятив себе церковній діяльності. У 1201 році стає пробстом містечка Болеслав, а у 1207 році пробстом у Празі. У 1211 році призначається канцлером королівства, а у 1214 році при підтримці короля Пржемисла I Оттокара обирається єпископом Празький.
Із самого початку єпископ Андрій поставив собі за мету зміцнення богемської церкви, поліпшення освітнього та морального рівня священиків. За нього до Богемії були запрошені францисканці, домініканці, цистерціанці.
При цьому деякий час стосунки з королем були гарними. Втім після участі Андрія Гуттенштейна у IV Латеранському соборі у 1215 році єпископ став виконувати політику папи римського Іннокентія III щодо виборювання інвеститури. Це призвело до конфлікту з королем, який бажав зберегти свій вплив на богемську церкву. В цей боротьбі короля підтримала знать й шляхта. Тому вже у 1216 році Андрій Гуттенштейн вимушений був залишити країну. Тим більш, що не отримав від папи римського вагомої підтримки у своїй боротьбі. Андрій попрямував до Риму, де переконав папу римського втрутитися. Водночас у 1217 році було накладено на Прагу інтердикт. Зрештою боротьба між церковною й королівською владою завершилася підписання у 1222 році конкордату, згідно з яким Андрій Гуттенштейн домігся права церкви на власну юрисдикцію (privilegium fori) та більшої свободи щодо призначень на церковні посади. У свою чергку Пржемисл Отакар зумів зберегти права на отримання зборів з церковного майна та вплив на церковні інституції.
Андрій Гуттенштейн після цього конфлікту вже не наважувався повернутися до Богемії. Він деякий час мешкав в Угорщині, а у 1223 році перебрався до Італії, де й помер 30 липня 1224 року у місті Кастелламмаре-ді-Стабія.